# Sân bay quốc tế Lộc Khẩu Nam Kinh
Sân bay quốc tế Lộc Khẩu Nam Kinh (NLIA, giản thể: 南京禄口国际机场; phồn thể: 南京祿口國際機場; bính âm: Nánjīng Lùkǒu Guójì Jīchǎng) (IATA: NKG, ICAO: ZSNJ) là một sân bay ở Nam Kinh, tỉnh Giang Tô, cách trung tâm thành phố 35 km về phía đông bắc.
Năm 2009, sân bay Lộc Khẩu phục vụ 10,84 triệu lượt khách, 200,000 tấn hàng hóa, xếp thứ 14 ở Trung Quốc về lượng hàng thông qua, thứ 9 về lượng hàng hóa. Sân bay có thể đạt đến 12 triệu lượt khách và 800,000 tấn hàng hóa vào năm 2020.

## Các hãng hàng không và tuyến bay

### Hành khách
| Hãng hàng không                                         | Các điểm đến |
| ------------------------------------------------------- | --- |
| 9 Air                                                   | Quảng Châu, Quý Dương, Hải Khẩu, Cáp Nhĩ Tân, Nam Ninh |
| Air China                                               | Bắc Kinh-Thủ đô, Trường Sa, Thành Đô, Trùng Khánh |
| Air China vận hành bởi Dalian Airlines                  | Đại Liên, Thâm Quyến |
| Air Macau                                               | Macau |
| Maldivian                                               | Maldives |
| Asiana Airlines                                         | Seoul-Incheon |
| Beijing Capital Airlines                                | Quế Lâm, Quý Dương, Hải Khẩu, Lijiang, Tam Á |
| Chengdu Airlines                                        | Trường Sa, Thành Đô, Tam Á |
| China Eastern Airlines                                  | Baotou, Bắc Kinh-Thủ đô, Trường Xuân, Trường Sa, Thành Đô, Trùng Khánh, Dali, Đại Liên, Quảng Châu, Quý Dương, Hải Khẩu, Cáp Nhĩ Tân, Hohhot, Hoài An, Kunming, Lanzhou, Lijiang, Nam Xương, Nam Ninh, Thanh Đảo, Tam Á, Thượng Hải-Phố Đông, Thẩm Dương, Thâm Quyến, Shijiazhuang, Thái Nguyên, Tongren,Urumqi, Hạ Môn, Tây An, Xining, Tây Song Bản Nạp, Yancheng, Yantai, Yinchuan, Yining(từ ngày ngày 1 tháng 7 năm 2016), Trịnh Châu, Zhuhai, Zunyi |
| China Eastern Airlines                                  | Bangkok-Suvarnabhumi (từ ngày ngày 1 tháng 7 năm 2016), Fukuoka, Hong Kong, Jeju (từ ngày 20/6/2016), Kaohsiung, Los Angeles, Osaka-Kansai, Seoul-Incheon, Shizuoka, Singapore (từ ngày ngày 10 tháng 7 năm 2016), Sydney, Taichung, Đài Bắc-Đào Viên, Tokyo-Narita |
| China Express Airlines                                  | Trùng Khánh, Wanzhou |
| China Southern Airlines                                 | Trường Xuân, Trường Sa, Đại Liên, Quảng Châu, Quế Lâm, Quý Dương, Hải Khẩu, Cáp Nhĩ Tân, Nam Xương, Nam Ninh, Tam Á, Shantou, Thẩm Dương, Thâm Quyến, Urumqi, Weihai, Hạ Môn, Yinchuan, Yining, Zhuhai |
| China Southern Airlines vận hành bởi Chongqing Airlines | Trùng Khánh |
| China United Airlines                                   | Ordos |
| City Airways                                            | Thuê chuyến: Bangkok-Don Mueang |
| Donghai Airlines                                        | Trường Xuân, Thâm Quyến |
| Dragonair                                               | Hong Kong |
| Hainan Airlines                                         | Đại Liên, Phúc Châu, Quảng Châu, Hải Khẩu, Cáp Nhĩ Tân, Tam Á, Thâm Quyến, Thái Nguyên, Tây An, Xining |
| Hebei Airlines                                          | Phúc Châu, Shijiazhuang, Hạ Môn |
| Hong Kong Airlines                                      | Hong Kong |
| Juneyao Airlines                                        | Beihai, Đại Liên, Quý Dương, Cáp Nhĩ Tân, Kunming, Nam Ninh, Thanh Đảo, Tam Á, Thâm Quyến, Thẩm Dương, Hạ Môn |
| Juneyao Airlines                                        | Jeju, Naha (từ ngày ngày 1 tháng 7 năm 2016) |
| Korean Air                                              | Busan |
| Kunming Airlines                                        | Kunming |
| Lucky Air                                               | Quý Dương, Lijiang, Luzhou, Kunming |
| Lufthansa                                               | Frankfurt |
| Mandarin Airlines                                       | Đài Bắc-Đào Viên |
| New Gen Airways                                         | Krabi |
| Okay Airways                                            | Trường Sa, Kunming |
| Qingdao Airlines                                        | Hải Khẩu, Thanh Đảo |
| Scoot                                                   | Singapore |
| Shandong Airlines                                       | Quế Lâm, Kunming, Thanh Đảo, Thái Nguyên, Urumqi, Hạ Môn, Yantai |
| Shanghai Airlines                                       | Quảng Châu |
| Shenzhen Airlines                                       | Trường Xuân, Trường Sa, Thành Đô, Trùng Khánh, Đại Liên, Phúc Châu, Quảng Châu, Quế Lâm, Quý Dương, Cáp Nhĩ Tân, Hohhot, Kunming, Lanzhou, Nam Ninh, Quanzhou, Tam Á, Thẩm Dương, Thâm Quyến, Thái Nguyên, Hạ Môn, Tây An, Xining, Yantai, Yinchuan, Trịnh Châu, Zhuhai |
| Sichuan Airlines                                        | Trường Xuân, Thành Đô, Trùng Khánh, Cáp Nhĩ Tân, Kunming, Lijiang, Mianyang, Tam Á, Zhangjiajie |
| Spring Airlines                                         | Thẩm Dương |
| Thai Lion Air                                           | Thuê chuyến theo mùa:Bangkok-Don Mueang |
| Tianjin Airlines                                        | Đại Liên, Hải Khẩu, Thanh Đảo, Shantou, Tây An |
| Uni Air                                                 | Đài Bắc-Đào Viên |
| Vietnam Airlines                                        | Thuê chuyến theo mùa: Nha Trang |
| West Air (Trung Quốc)                                   | Trùng Khánh, Phúc Châu, Quý Dương, Thâm Quyến |
| Xiamen Airlines                                         | Trường Xuân, Trường Sa, Đại Liên, Phúc Châu, Hailar, Cáp Nhĩ Tân, Hohhot, Quanzhou, Thẩm Dương, Hạ Môn, Tây An, Xining, Yuncheng |
| VietJet Air                                             | Thuê chuyến: Phú Quốc |

### Hàng hóa
| Hãng hàng không          | Các điểm đến |
| ------------------------ | --- |
| China Airlines Cargo     | Đài Bắc-Đào Viên, Trịnh Châu |
| Air China Cargo          | Trường Xuân, Thành Đô |
| China Postal Airlines    | Beijing-Capital, Changsha, Chengdu, Fuzhou, Guangzhou, Hong Kong, Kunming, Thanh Đảo, Thượng Hải-Phố Đông, Thẩm Dương, Thâm Quyến, Shijiazhuang, Thiên Tân, Weifang, Wenzhou, Wuhan, Tây An |
| Singapore Airlines Cargo | Anchorage, Los Angeles, Singapore, Hạ Môn |